# 20 Yanvar (metropolitana di Baku)
20 Yanvar è una stazione della Linea 2 della Metropolitana di Baku.
È stata inaugurata il 31 dicembre 1985.